# 황금시대 (드라마)
《황금시대》는 2000년 11월 29일부터 2001년 2월 1일까지 방영된 MBC 수목 미니시리즈로, 창사 39주년 특별기획 드라마이다. 당초 2000년 11월 15일 첫 회가 나갈 예정이었으나 주요 인물의 캐스팅에 어려움으로 촬영이 늦어지면서 2주간 특집 드라마 《에어포스》와 영화 등을 편성하면서 첫 방송일이 2000년 11월 29일로 바뀌었다.
일제강점기에서 군사 정권기까지의 격동기 속에서 고난과 역경을 딛고 국내 최고 은행의 총은행장 지위에까지 오르는 한 남자의 성공과 사랑을 담은 선 굵은 시대극으로, 《국희》의 정성희 작가와 이승렬 PD가 다시 한번 손을 잡고 만든 작품이어서인지 첫 방송 후 국희의 아류작이 아니냐는 비판도 있었다.
한편, 첫 방송일이 2주간 밀리면서 이재훈 역의 박상원은 본의 아니게 드라마 후반부에는 SBS 《그래도 사랑해》와 겹치기 출연이 되었다.

## 시놉시스
민족 자본과 친일 자본의 극명한 대립이 있었던 1920년대 초를 극의 기점으로, 1945년 해방과 함께 국민 경제가 일본의 통제권 아래서 벗어나 자유경제 체제로 진입하는 그 시기까지를 배경으로 하는 기업 드라마이다. 당시 시대 상황이 어떻게 시장경제와 그 시대를 살아가는 인물들에게 영향을 미쳤는지 은행 이야기를 중심으로 전개된다.

## 등장 인물

### 주요 인물
- 차인표 : 박광철(8~28세) 역 (아역 신주호)

따뜻하면서도 자신의 소신을 굽히지 않는 강인한 인물. 바람직한 은행을 대변하는 인물로, 불우한 어린 시절을 보냈지만 결코 좌절하지 않고 서민들을 위한 민족계 은행을 재건한다. 은행계와 경제계에 있어서 선각자인 김병익을 마음으로부터 깊이 흠모하고 그의 금융철학에 입각한 은행을 만들기 위해 노력한다. 아버지 진태가 용호의 사주를 받아 병익을 살해하려한 사건을 목격한다. 희경이 병익의 딸이라는 것을 모르는 채 희경과 사랑에 빠진다. 재훈과 은행, 희경을 두고 경쟁관계를 형성한다.
- 김혜수 : 김희경(6~26세) 역 (아역 김다은)

순수하고 밝은 성격. 아버지 병익의 비극적인 죽음 이후 은행을 장악하려는 용호에 의해 유기된다. 자신이 왜 버려졌는지, 부모가 누구인지에 대한 기억조차 흐릿한 상태에서 광철과 만나 함께 생활한다. 늘 부모에 대한 의문증과 친부모를 찾고 싶다는 갈망을 마음 깊이 간직하고 있다. 준식에 의해 양녀처럼 거두어지고, 비누를 만드는 일을 하다 비누공장으로 성공한다. 아버지대의 음모와 비극을 모르는 채 광철과 사랑에 빠진다.
- 박상원 : 이재훈(8~28세) 역 (아역 김민상)

스스로를 경제에 있어 탁월한 안목을 지녔다고 생각하는 오만함이 있다. 냉철하고 계산적인 성격. 아버지대의 가업 중 하나인 대성은행을 물려받아 키워나간다. 희경에게 사랑을 느끼면서 광철과 삼각관계를 형성한다.
은행을 운영하는 방법에서 돈의 철학에 이르기까지 광철과 대립하며 친일자본의 전형을 보여준다. 경제는 정치와 떼어놓을 수 없다는 나름의 소신을 가진 인물로, 돈이 인간에게 미치는 영향과 자신이 그 돈을 움직이며 타인의 삶을 바꿀 수 있다는 것에 대해 무소불능의 희열을 느낀다.
- 김선아 : 이주영(6~26세) 역

열정적인 성격의 피아니스트. 한 번 마음먹은 것은 어떻게 해서든 성취한다. 예술가인 그녀의 직업답게 자유로운 세계관을 지니고 있다. 치성의 딸이자, 재훈의 약혼녀. 외국에서 피아노 연주를 전공하고 돌아온, 그 시대 보기 드문 재원.
- 독고영재 : 이용호(30대 중반~50대) 역

이중적이고 무자비한 성격. 귀족가문에서 태어난 전형적인 친일자본가로, 대성수산과 대성유지, 대성은행 등을 이끈다. 필요에 의해 병익과 동업으로 은행을 설립하지만 민족주의자인 병익과 사사건건 부딪친다. 은행을 살린다는 명분 아래 병익을 죽음에 이르게 하는 음모를 꾸민다. 희경과 광철의 비극을 만든 장본인.
- 최철호 : 조상만(9~29세) 역 (아역 백성현)

유머를 가진 인물. 광철과는 어린 시절 부두의 부랑아로 떠돌 때 만난 친구로, 혈육과 같은 우정을 나눈다. 광철과 함께 시장에서 도매상을 시작으로 은행까지 함께 이루어가지만, 자신의 이익을 위해 광철을 배반함으로써 은행에 지대한 타격을 입힌다.
- 장보규 : 한치성(20~40대) 역

음모가. 냉철한 은행가로 보인다. 대성은행의 용호 라인으로 용호의 입장에 서서 병익을 제거한다. 극의 비밀을 모두 알고 있는 인물로, 용호의 최 측근. 단 한번 재훈에게 반기를 들어 자신이 은행을 맡으려고 하다 재훈에게 제거된다. 이익을 위해서는 쉽게 배반할 수 있는 인물.
- 길용우 : 유현승(20~40대) 역

병익을 마음 깊이 존경하는 은행원으로, 강직하고 신의가 있다. 병익의 죽음에 가슴 아파하고, 유기된 희경을 찾는다. 병익 라인의 핵심 인물로 용호에 의해 제거된다. 후일 병익의 추모관을 지키면서 광철과 인연을 맺게 된다. 희경이 병익의 딸임을 증언해 준다.
- 맹상훈 : 박진태(30대 후반) 역

소심하고 나약한 인물. 부두 노동자로 한평생 고단한 삶을 살아간다. 용호에 의해 철저하게 희생된다. 아들 광철에 대한 깊은 사랑을 지니고 광철이 자신으로 인해 마음의 상처를 받았을까 노심초사한다. 용호의 음모에 의해 죽게 된다.

### 그 외 인물
- 노주현 : 김병익 역 - 은행장, 희경의 아버지
- 장항선
- 손종범
- 박순천
- 김영란
- 김병기 : 스즈끼 역
- 이성용
- 이종혁
- 이영호
- 김정민
- 유승호
- 문회원
- 박종관
- 신귀식
- 손민우
- 최범호
- 이정용
- 이창환
- 이석
- 배도환
- 김치국
- 김성겸
- 김명희
- 오승명
- 김호영 : 김 베드로 신부 역
- 박규점
- 김각중
- 주우
- 백종헌
- 신성희
- 조재혁
- 송재윤
- 전수연
- 염현희
- 이세은
- 김태형
- 양지선
- 최윤정
- 백인철
- 김복희